# Ибн Дакик аль-Ид
Такиюдди́н Абу́ль-Фатх Муха́ммад ибн Али́ аль-Куси, известный как Ибн Даки́к аль-‘Ид (араб. ابن دقيق العيد‎; 1228, Аравия — 1302, Каир) — исламский богослов, правовед (факих) шафиитского мазхаба.

## Биография
Его полное имя: Такиюддин Абу-ль-Фатх Мухаммад ибн ‘Али ибн Вахб ибн Мути ибн Абу-ль-Та‘а аль-Куси. Родился в 1228 году на берегу Красного моря, когда его родители направлялись в Мекку для совершения паломничества (хаджа). Его отец, Мадждуддин Абу-ль-Хасан Али, был в своё время известным маликитским учёным. Мать его была дочерью известного богослова аль-Муктараха.
Ибн Дакик рос в египетском городке Кус. Он начал обучение исламским наукам у своего отца. Выучил наизусть Коран, изучил книги по фикху маликитского мазхаба. Со временем стал интересоваться шафиитским мазхабом. После того, как Ибн Дакик обучился у учёных своего города, он отправился в Каир, который был одним из научных центров исламского мира. В Каире его учителями были такие известные богословы как Ибн Абдуссалам, хафиз аль-Мунзири и другие.
После Каира Ибн Дакик отправился в Дамаск, а затем в Аравию и Александрию.
Имя Ибн Дакика стало известно в исламском мире. По признанию его современники, он достиг степени муджтахида. Он преподавал в крупных научных центрах Египта и занимал должность судьи (кади) в Египте. Среди его учеников были такие известные богословы как Шамсуддин ибн Джамиль ат-Туниси, Абу Хайян аль-Гарнати, Шамсуддин ибн Хайдара и многие другие.
Ибн Дакик аль-Ид очень скромным и богобоязненным человеком. По свидетельствам современников он проводил ночи в молитвах или в размышлениях над вопросами религии.
Ибн Дакик умер в 1302 году в возрасте 74 лет.

## Труды
Ибн Дакик является автором многих известных работ, среди которых:
- «Иктинасу Саваних»;
- «Аль-Иктирах фи улюм аль-истилях»;
- «Аль-Ильмам аль-джами` ахадис аль-ахкам»;
- «Тухфат аль-Хабиб» — комментарий к «Гаят ат-такриб» Абу Шуджи аль-Исфахани[3];
- «Ихкам аль-Ахкам фи шарх Умдат аль-Ахкам»;
- «Шарх аль-Арбаин ан-Навави»;
- «Шарх Китаб ат-Табризи фи-ль-Фикх»;
- «Шарх Мукаддимату матризи фи усуль аль-фикх»;
- «Шарх Мухтасар ибн аль-Хаджиб» и др.